# Франческа Деллера
Франческа Деллера (італ. Francesca Dellera; 2 жовтня, 1966, Латина, Італія — італійська актриса, модель.

## Біографія
Справжнє прізвище — Кервеллера. Дитинство і юність провела в Латинській Америці. У 1984 році повернулася до Італії. Була моделлю, працювала з фотографами світового рівня — Гельмутом Ньютоном, Домініком Айссерманом, Грегом Горманом, Майклом Комте. Дебют в кіно — фільм «Універмаг/ Grandi magazzini» (дівчина в червоному, 1986). Прославилася в еротичному фільмі режисера Тінто Брасса «Любов і пристрасть/Capriccio» (Розальба Моніконі, 1987). Виконала роль Франчески у фільмі видатного італійського режисера Марко Феррері «Плоть» (1991). Знімалася у Франції. З успіхом грала в телесеріалах.

## Фільмографія
- Grandi magazzini (1986)
- Capriccio (1987)
- Roba da ricchi (1987)
- La romana (1988) (TV)
- La bugiarda (1989) (TV)
- Isabella la ladra (1989)
- La carne (1991)
- L'orso di peluche (1994)
- Nanà (1999) (TV)
- La contessa di Castiglione (2006) (TV)

## Джерело
- Сторінка в інтернеті